# 国葬
国葬（こくそう、英: state funeral、英: public funeral）とは、国家にとって特別な功労があった人物の死去に際し、国費で実施される葬儀のことである。

## 概説
国葬とは、国の体制に応じて国王、天皇、大統領、首相などの違いがあるものの、第一義的には国の統治者が対象となる葬儀であった。しかし、フランス革命後一般化した国民国家にあっては、国民を代表するような世界的で著名な活躍をした軍人、作家、アーティストなどの有名人も、「国に貢献した者を顕彰する」かたちで国葬を行うことによって、国民を一つにまとめ上げるナショナリズム発揚の重要な装置ともなっている。葬列における儀仗隊や弔砲など、軍が演出に関与していることも様々な国で見られる。

## 日本
古来、天皇の崩御などの場合、大喪が発せられる慣習があったが、特に国葬の名は明治以降正式に使用された。明治以降、国葬をすべき必要が生じた場合に応じて「特ニ国葬ヲ行フ」とする勅令が個別に発せられていた。
国家に功績ある臣下が死去した場合にも天皇の特旨により国葬が行われるほか、皇族においても特に国家に功労があった者が薨去した場合には、通常の皇族の葬儀ではなく特別に臣下同様の国葬が行われた。
1926年（大正15年）10月21日に国葬令（大正15年勅令第324号）が公布され、国葬の規定は明文化された。同勅令の中で、天皇・太皇太后・皇太后・皇后の葬儀は、特に「大喪儀」といい、国葬とされた（第1条）。また、7歳以上で薨去した皇太子、皇太孫、皇太子妃、皇太孫妃及び摂政たる皇族の葬儀は全て国葬とされた（第2条）。その他、「国家に偉功ある者」に対し、天皇の特旨により国葬を賜うことができるとされた（第3条）。
皇族・王公族以外の被国葬者は、「旧・薩長藩主」「太政官制における大臣経験者」「首相経験者」「元帥」のいずれかに該当する。このうち首相経験者はいずれも元老であり、複数の組閣経験を持つほか、最高位の勲章である大勲位菊花章頸飾を没日以前に受章している。軍人のうち東郷平八郎・山本五十六は皇族・王公族・首相経験者のいずれにも該当していない。
第二次世界大戦後、国葬令が失効したことにより、それによって規定された国葬はなくなった。また、新しい皇室典範の葬儀に関する規定は、第25条の「天皇が崩じたときは、大喪の礼を行う」という記述のみとなった。また、2019年の皇位継承に際して制定された皇室典範特例法では、上皇の崩御に際しても大喪の礼が行われることが規定されている。「大喪の礼」は国家儀式として行われ、その費用が国庫から支出される国葬として扱われている。一方で伝統的な宗教儀礼を含む儀式は、「大喪儀」として皇室が主宰する儀式として行われている。皇族については、その葬儀の呼称にかかわらず、皇室の主宰する儀式となっており、いわゆる国葬としては扱われていない。これは第二次世界大戦前ならば大喪が行われる皇太后の身位にあった香淳皇后の2000年の葬儀でも同様である。ただし、1951年（昭和26年）に貞明皇后が崩御した際には、国葬と明確にしないまま「事実上の国葬」（準国葬）として一連の葬儀が行われた。
第二次世界大戦後、天皇・皇后以外で国葬が行われた初めての例は、1967年（昭和42年）10月20日に死去した元内閣総理大臣の吉田茂である。閣議決定により、国が行う「故吉田茂国葬儀」の名称で、かつ政教分離に基づき宗教色を排して同年10月31日に日本武道館で開催された。昭和天皇・香淳皇后は慣例により臨席せず、侍従長入江相政を勅使、侍従徳川義寛を皇后宮使として遣わした。皇室からは10皇族が参列。皇太子明仁親王・同妃美智子、常陸宮正仁親王・同妃華子、雍仁親王妃勢津子、高松宮宣仁親王・同妃喜久子、三笠宮崇仁親王・同妃百合子・寛仁親王が供花し、三権の長、国会議員、駐日大公使ら5700人が参列。一般会葬者3万5000人が献花に訪れた。葬儀委員長は内閣総理大臣の佐藤栄作、葬儀副委員長は総理府総務長官の塚原俊郎が務めた。同夜、内閣総理大臣官邸（現公邸）で海外賓客を招いたレセプションが開催された。国葬の国費負担額は1810万円。
2022年（令和4年）7月8日に銃撃を受け死亡した元内閣総理大臣の安倍晋三は、内閣府設置法第4条第3項第33号により国の儀式である国葬儀は行政権の作用に含まれるとして、閣議決定により同年9月27日に日本武道館で「国葬儀」が開催された。葬儀委員長は内閣総理大臣の岸田文雄が、葬儀副委員長は内閣官房長官の松野博一が務めた。国庫負担額は16億6000万円。　
現在、内閣総理大臣経験者をはじめとした有力政治家の葬儀は、内閣、所属政党、所属議院、遺族のいずれかの組み合わせによる合同葬として行うことが多い。1975年（昭和50年）に死去した佐藤栄作は、戦後において存命中に大勲位を受勲した三人（吉田・佐藤・中曽根康弘）のうちの一人で、その葬儀は「自民党、国民有志による国民葬」として行われ、経費の一部を国庫から支出する旨閣議決定が行われた。国庫負担額は2004万円。「国民葬」の名で呼ばれた先例には大隈重信のものがあるが、大隈の葬儀に国家は関与しておらず、佐藤の国民葬は公葬と民葬の中間的なものとなった。
1980年（昭和55年）に現職首相のまま急死した大平正芳は「内閣・自由民主党合同葬」で行われた。国庫負担額は3643万円。1980年の大平以降は、首相経験者の葬儀が行われる際に内閣が関与する形式の葬儀が慣例化していった。ただし、元首相が最後に所属していた政党が野党であり政権に参画していない場合は葬儀に内閣が関与していない（例として1993年に死去した田中角栄、2017年に死去した羽田孜は内閣が関与しない形式の葬儀となった）。
また、元首相が最後に所属していた政党が与党として政権に参画している場合でも葬儀に内閣が関与しないこともある（例として1998年に死去した宇野宗佑、2000年に死去した竹下登、2022年に死去した海部俊樹は内閣が関与しない形式の葬儀となった）。
また幣原喜重郎など現職の衆参議長・副議長が死亡した場合、議院の主宰による葬儀が行われる。また第二次世界大戦前後を通じて63年の議員経験をもつ尾崎行雄は特に衆議院葬が行われている。
また勲一等・文化勲章などの勲章受章者の葬儀に天皇から文化庁など所管官庁を通して祭粢料が下賜されることがある（例：黒澤明、青島幸男、森繁久彌、大滝秀治、五代目 中村富十郎、川上哲治、山田五十鈴、森光子、四代目 坂田藤十郎、石原慎太郎）。
第二次世界大戦前後を通じて、国葬は普通東京で行われる。例外的に島津久光は元の領地であった鹿児島で、元大韓帝国皇帝で朝鮮王族であった高宗と純宗は出身地であった京城府（現在のソウル特別市）で行われた。

### 日本の国葬一覧

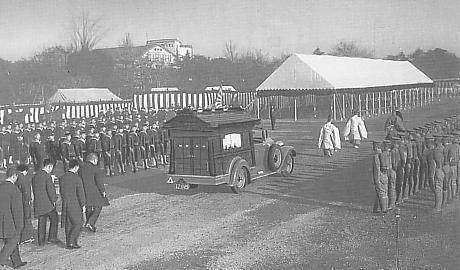
西園寺公望の国葬（1940年）

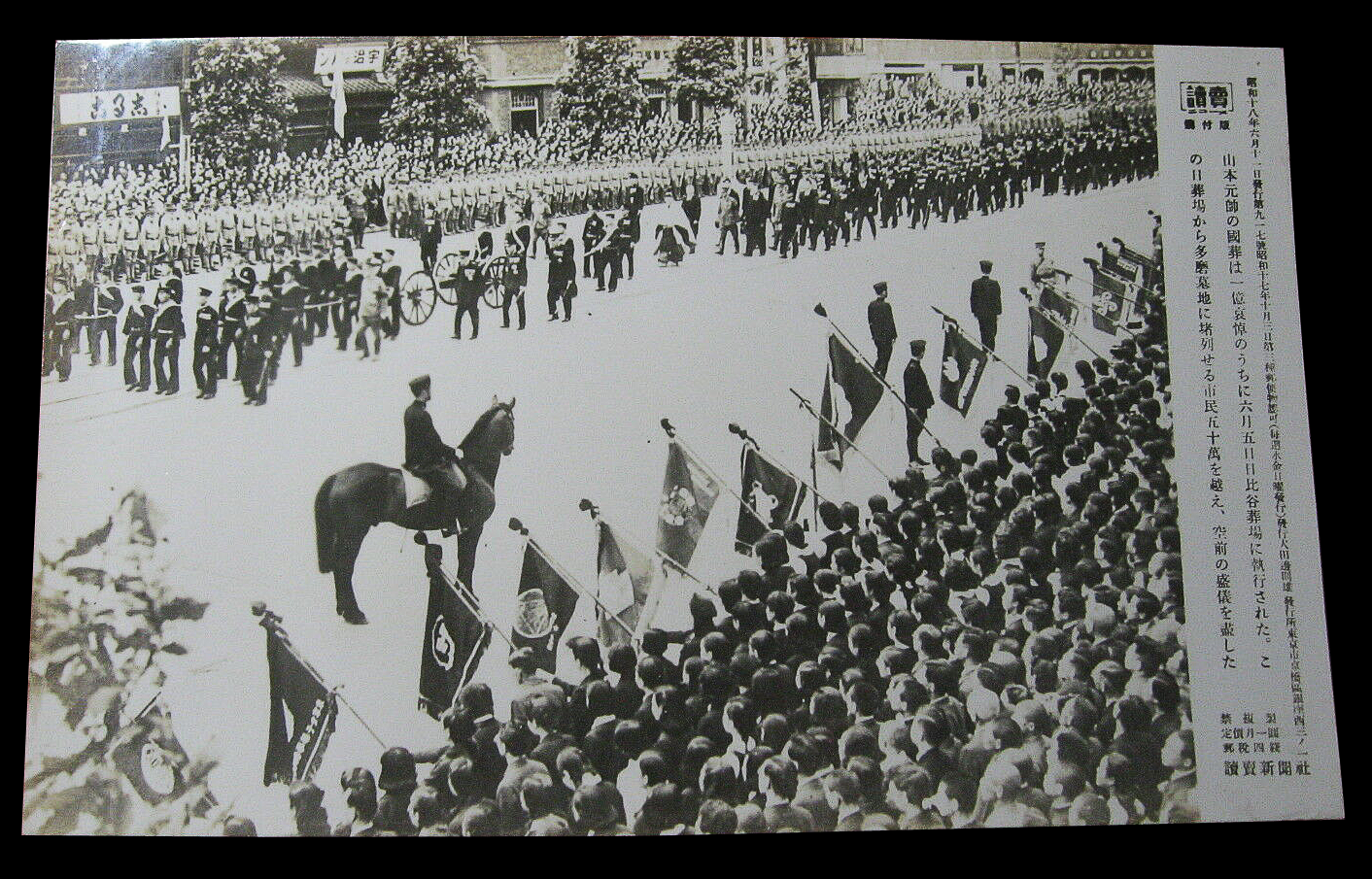
山本五十六の国葬（1943年）

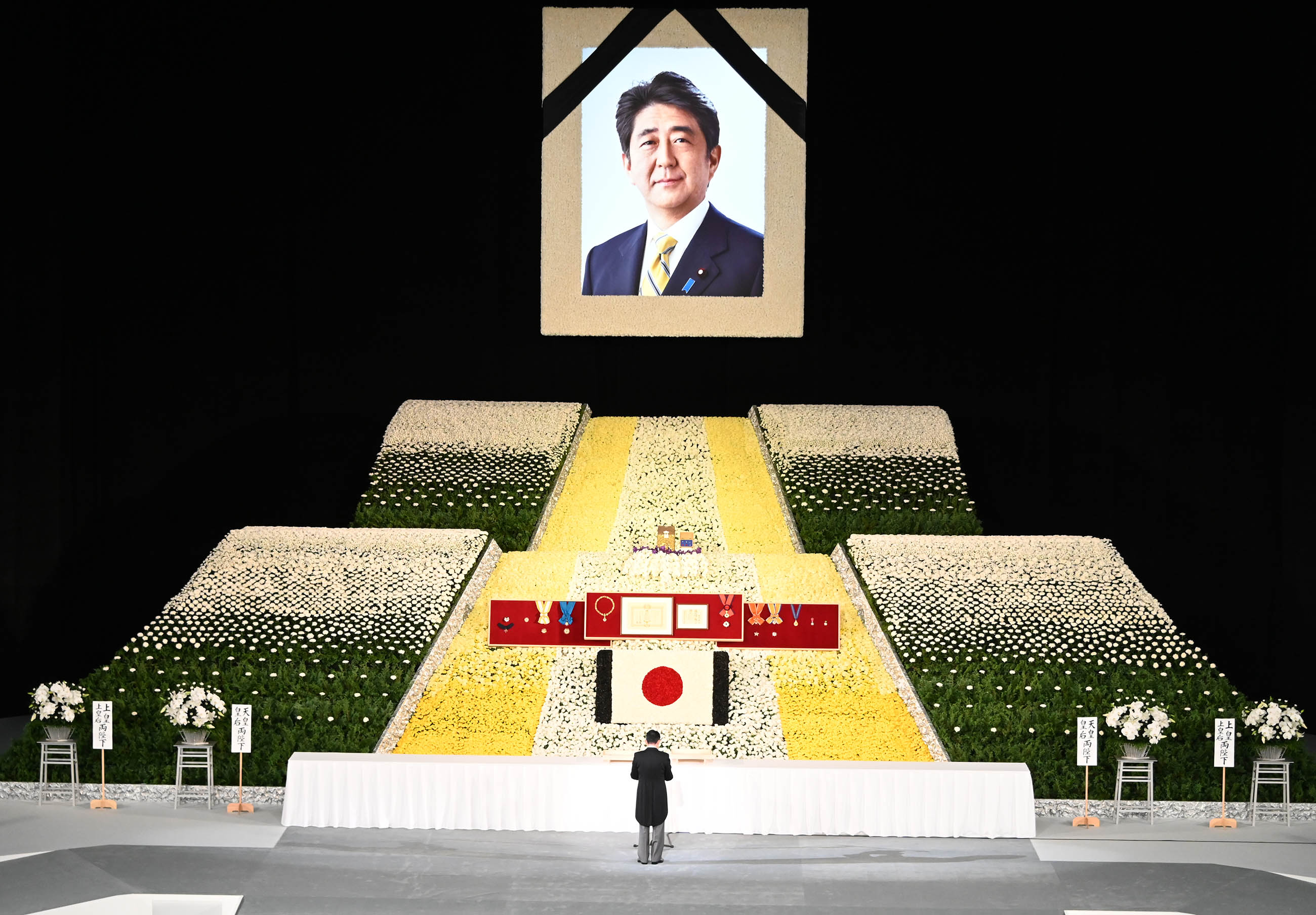
安倍晋三の国葬儀（2022年）

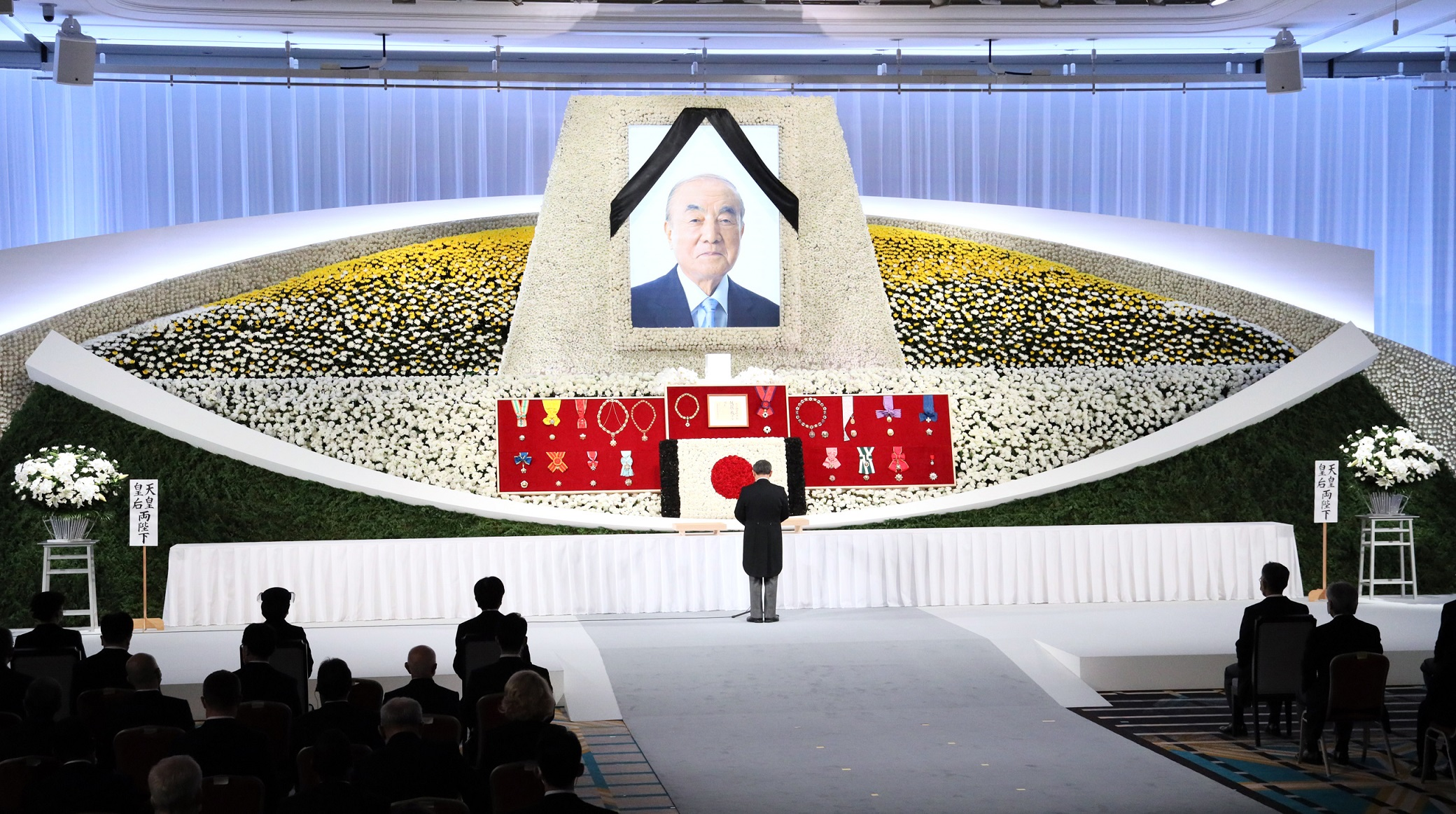
中曽根康弘の内閣・自由民主党合同葬（2020年）

| 年月日                     | 被葬者     | 地位、備考                                             |
| -------------------------- | ---------- | ------------------------------------------------------ |
| 1878年（明治11年）5月17日  | 大久保利通 | 贈従一位勲一等 内務卿（事実上の国葬、準国葬）          |
| 1883年（明治16年）7月25日  | 岩倉具視   | 贈正一位大勲位 右大臣（正式な国葬の第一号）            |
| 1887年（明治20年）12月18日 | 島津久光   | 従一位大勲位 公爵 左大臣                               |
| 1891年（明治24年）2月25日  | 三条実美   | 正一位大勲位 公爵 太政大臣                             |
| 1895年（明治28年）1月29日  | 熾仁親王   | 陸軍大将 大勲位功二級 参謀総長                         |
| 1895年（明治28年）12月18日 | 能久親王   | 陸軍大将 大勲位功三級 近衛師団長                       |
| 1896年（明治29年）12月30日 | 毛利元徳   | 従一位勲一等 公爵 参議 旧山口藩主                      |
| 1897年（明治30年）2月7日   | 英照皇太后 | 皇太后 大喪儀（事実上の国葬）                          |
| 1898年（明治31年）1月9日   | 島津忠義   | 従一位勲一等 公爵 参議 旧鹿児島藩主                    |
| 1903年（明治36年）2月26日  | 彰仁親王   | 元帥陸軍大将 大勲位功二級 参謀総長                     |
| 1909年（明治42年）11月4日  | 伊藤博文   | 従一位大勲位 公爵 内閣総理大臣 元老                    |
| 1912年（大正元年）9月13日  | 明治天皇   | 天皇 大喪                                              |
| 1913年（大正2年）7月17日   | 威仁親王   | 元帥海軍大将 大勲位功三級 軍事参議官                   |
| 1914年（大正3年）5月24日   | 昭憲皇太后 | 皇太后 大喪                                            |
| 1916年（大正5年）12月17日  | 大山巌     | 従一位大勲位功一級 公爵 元帥陸軍大将 内大臣            |
| 1919年（大正8年）3月3日    | 李熈       | 李太王（元韓国皇帝 高宗）                              |
| 1922年（大正11年）2月9日   | 山縣有朋   | 従一位大勲位功一級 公爵 元帥陸軍大将 内閣総理大臣 元老 |
| 1923年（大正12年）2月14日  | 貞愛親王   | 元帥陸軍大将 大勲位功二級 内大臣                       |
| 1924年（大正13年）7月12日  | 松方正義   | 従一位大勲位 公爵 内閣総理大臣 元老                    |
| 1926年（大正15年）6月10日  | 李坧       | 李王（元韓国皇帝純宗）                                 |
| 1927年（昭和2年）2月7日    | 大正天皇   | 天皇 大喪                                              |
| 1934年（昭和9年）6月5日    | 東郷平八郎 | 従一位大勲位 侯爵 元帥海軍大将 連合艦隊司令長官        |
| 1940年（昭和15年）12月5日  | 西園寺公望 | 従一位大勲位 公爵 内閣総理大臣 元老                    |
| 1943年（昭和18年）6月5日   | 山本五十六 | 元帥海軍大将 正三位大勲位功一級 連合艦隊司令長官       |
| 1945年（昭和20年）6月18日  | 載仁親王   | 元帥陸軍大将 大勲位功一級 参謀総長                     |
| 1951年（昭和26年）6月22日  | 貞明皇后   | 皇太后 大喪儀（事実上の国葬、準国葬）                  |
| 1967年（昭和42年）10月31日 | 吉田茂     | 従一位大勲位 内閣総理大臣 国葬儀                       |
| 1989年（平成元年）2月24日  | 昭和天皇   | 天皇 大喪の礼                                          |
| 2022年（令和4年）9月27日   | 安倍晋三   | 従一位大勲位 内閣総理大臣 国葬儀（故安倍晋三国葬儀）   |

| 年月日                      | 被葬者     | 葬儀の呼称                             | 地位、備考                                                   |
| --------------------------- | ---------- | -------------------------------------- | ------------------------------------------------------------ |
| 1951年（昭和26年） 3月16日  | 幣原喜重郎 | 衆議院葬                               | 従一位勲一等 男爵（1947年爵位廃止） 内閣総理大臣、衆議院議長 |
| 1954年（昭和29年） 10月7日  | 尾崎行雄   | 衆議院葬                               | 正三位勲一等（1946年返上） 名誉議員                          |
| 1954年（昭和29年） 11月17日 | 松平恆雄   | 参議院葬                               | 従一位勲一等 参議院議長                                      |
| 1975年（昭和50年） 6月16日  | 佐藤栄作   | 国民葬（内閣、自民党、国民有志による） | 従一位大勲位 内閣総理大臣                                    |
| 1980年（昭和55年） 7月9日   | 大平正芳   | 内閣・自由民主党合同葬                 | 正二位大勲位 内閣総理大臣                                    |
| 1987年（昭和62年） 9月17日  | 岸信介     | 内閣・自由民主党合同葬                 | 正二位大勲位 内閣総理大臣                                    |
| 1988年（昭和63年） 12月5日  | 三木武夫   | 内閣・衆議院合同葬                     | 正二位大勲位 内閣総理大臣                                    |
| 1990年（平成2年） 4月27日   | 小野明     | 参議院葬                               | 参議院副議長                                                 |
| 1995年（平成7年） 9月6日    | 福田赳夫   | 内閣・自由民主党合同葬                 | 正二位大勲位 内閣総理大臣                                    |
| 2000年（平成12年） 6月8日   | 小渕恵三   | 内閣・自由民主党合同葬                 | 正二位大勲位 内閣総理大臣                                    |
| 2004年（平成16年） 8月26日  | 鈴木善幸   | 内閣・自由民主党合同葬                 | 正二位大勲位 内閣総理大臣                                    |
| 2006年（平成18年） 8月8日   | 橋本龍太郎 | 内閣・自由民主党合同葬                 | 正二位大勲位 内閣総理大臣                                    |
| 2007年（平成19年） 8月28日  | 宮澤喜一   | 内閣・自由民主党合同葬                 | 内閣総理大臣                                                 |
| 2011年（平成23年） 11月25日 | 西岡武夫   | 参議院葬                               | 従二位 参議院議長                                            |
| 2020年（令和2年） 10月17日  | 中曽根康弘 | 内閣・自由民主党合同葬                 | 従一位大勲位 内閣総理大臣                                    |

## イギリス

### 国葬

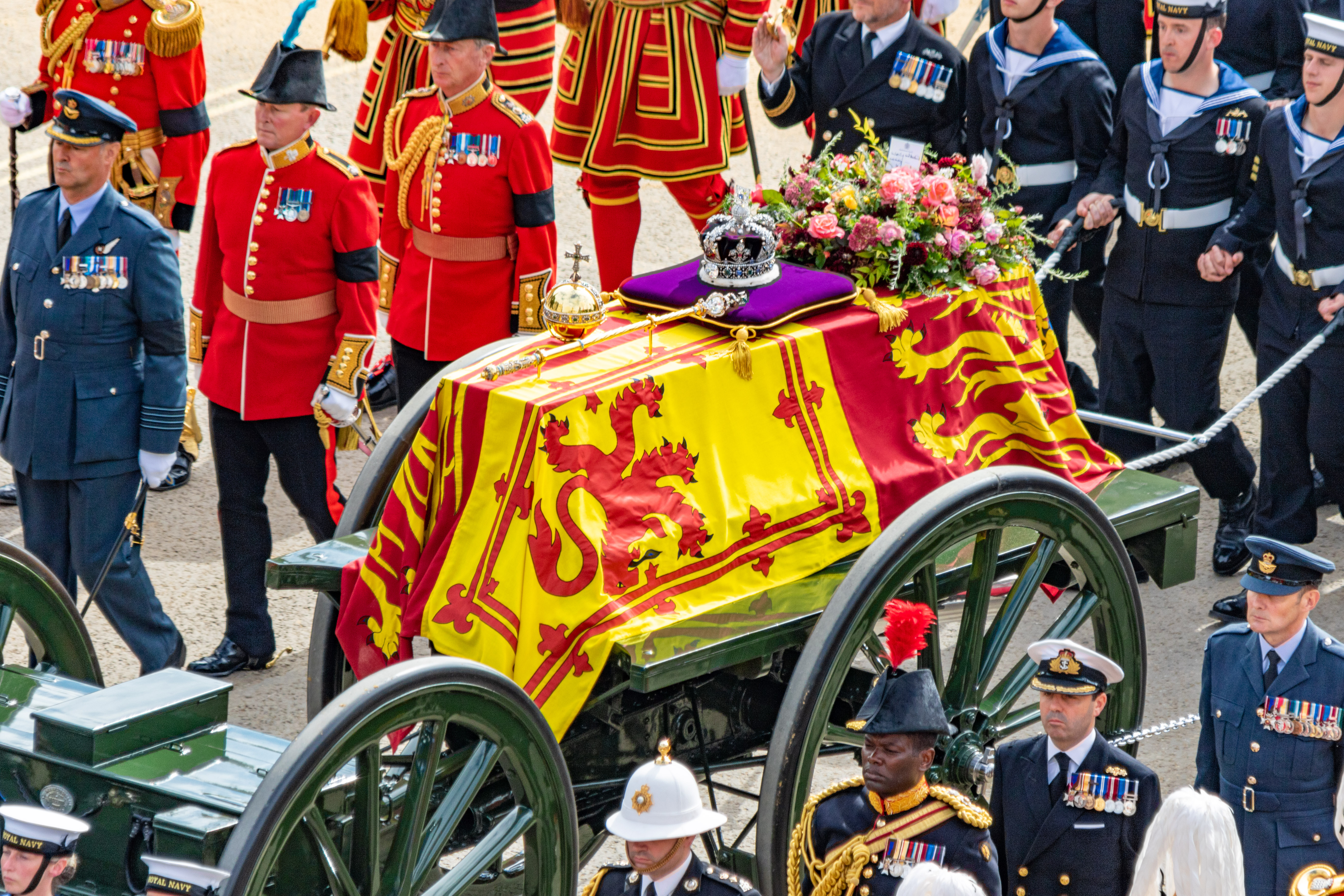
ウェストミンスター寺院を出発し、ロンドン中心部を移動するエリザベス2世の葬列（2022年）

イギリスで国葬の対象となるのは原則として国王である (例:エリザベス2世の死)。厳格な儀典に基づき儀式が進められ、以下のような内容となる。
- 儀仗兵による葬列で、棺をウェストミンスター宮殿のウエストミンスター・ホールへ搬送する
- ウェストミンスター・ホールで棺を一定期間、安置する
- ウェストミンスター寺院またはセント・ポール大聖堂での葬儀

例外として、国家に特段の功労があった者に国葬を行うこともできる。国王以外では以下の者が国葬とされた。
- サー・フィリップ・シドニー（詩人）
- ロバート・ブレイク（海軍提督）
- サー・アイザック・ニュートン（自然哲学者）
- ネルソン子爵ホレーショ・ネルソン（海軍提督）
- ウェリントン公爵アーサー・ウェルズリー（第一大蔵卿）
- パーマストン子爵ヘンリー・ジョン・テンプル (第3代パーマストン子爵)（第一大蔵卿）
- マグダラのネイピア男爵ロバート・ジョージ・コルネリス・ネイピア（英語版）（陸軍元帥）
- ウィリアム・グラッドストン（第一大蔵卿）
- ロバーツ伯爵フレデリク・ロバーツ（英語版）（陸軍元帥）
- ヘイグ伯爵ダグラス・ヘイグ（同上）
- カーソン男爵エドワード・カーソン（英語版）（海軍大臣）
- サー・ウィンストン・チャーチル（首相）

国王以外で国葬となる人物の明確な基準はないが、「際立った功績の人物」が対象とされ、王室と議会の同意が必要となる。直近の例であるウィンストン・チャーチルは1965年1月24日に死去し、庶民院が25日にエリザベス2世からの提案に基づき国葬の実施を全会一致で可決、30日に国葬が行われた。

### 準国葬

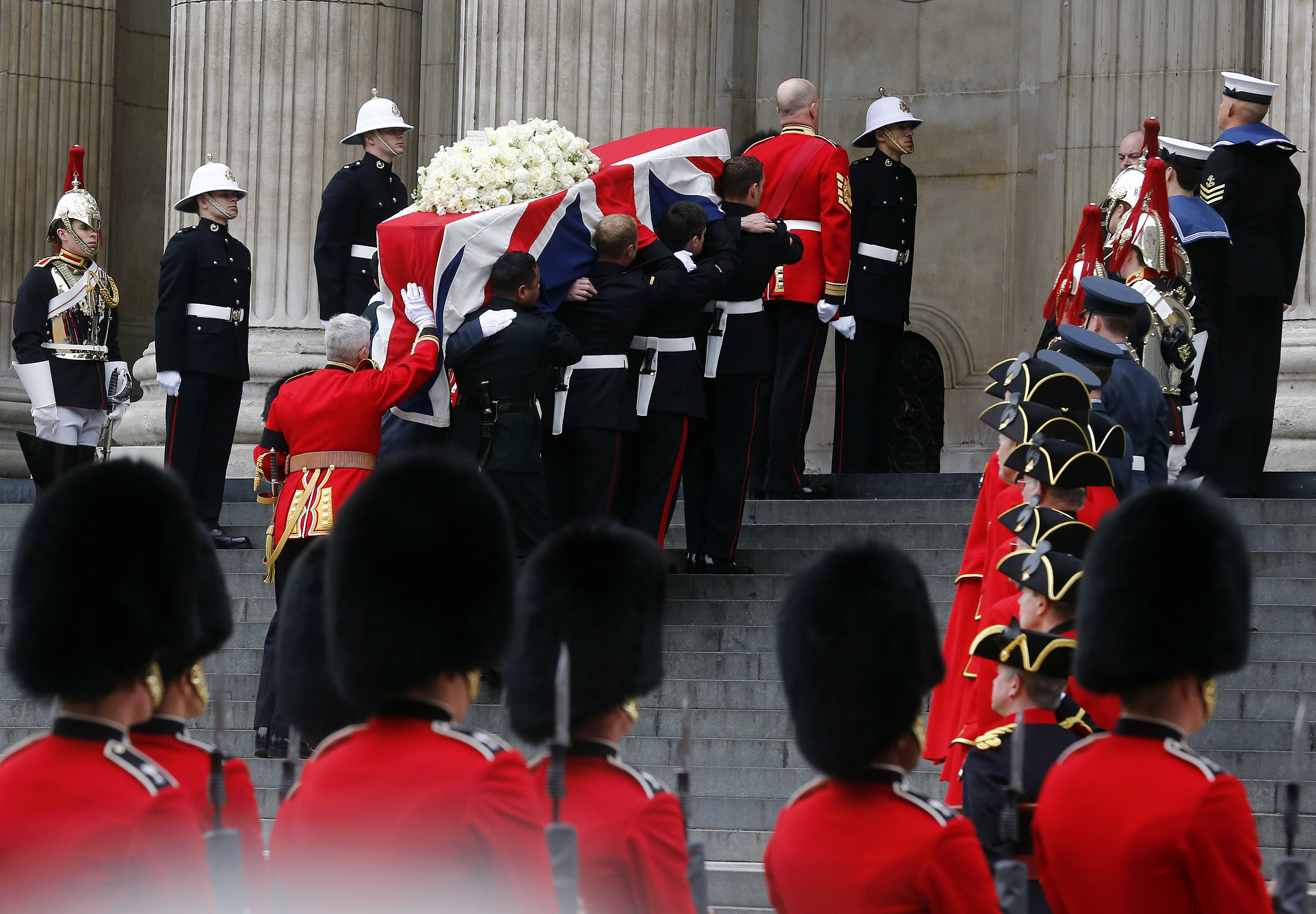
セントポール寺院に運ばれるマーガレット・サッチャーの棺

国葬に次ぐものとして、セレモニアル・フューネラルがあり、日本語では準国葬、王室国民葬、国民葬、儀礼葬などと訳される。メアリー王妃やエリザベス王太后、ダイアナ王太子妃、フィリップ王配など王室の配偶者はこのセレモニアル・フューネラルが催行された。王室以外では以下の者がセレモニアル・フューネラルとなった。
- ウィリアム・ピット (小ピット)（首相）
- 初代ベレスフォード男爵チャールズ・ベレスフォード（海軍大将）
- 初代フィッシャー男爵ジョン・アーバスノット・フィッシャー（第一海軍卿）
- 初代イープル伯爵ジョン・フレンチ（陸軍元帥）
- サッチャー女男爵マーガレット・サッチャー（首相）

### 王室葬
ほかに「王室葬」があり、エリザベス2世の妹のマーガレット (スノードン伯爵夫人)や、ビクトリア女王の孫のアリス・オブ・オールバニ、王位を退いたウィンザー公が王室葬に付された。

### 備考
首相経験者でグラッドストンのライバルとして有名だったベンジャミン・ディズレーリや看護教育学者となったフローレンス・ナイチンゲールも国葬を打診されたが、ディズレーリは本人の意志、ナイチンゲールは遺族の要望で辞退している。サッチャーは国葬を辞退し、セレモニアル・フューネラルになった。
自然科学者のチャールズ・ダーウィンの葬儀は上記の国葬、準国葬などに当てはまらないが、ウェストミンスター寺院で国家的な大規模葬儀が行われ、ニュートンのそばに埋葬された。
なお、国葬・準国葬は通常事前に準備される。
- ロンドン橋計画 - エリザベス2世が崩御した際の国葬計画
- フォース橋計画（英語版） - エディンバラ公フィリップの準国葬計画
- メナイ橋計画（英語版） - チャールズ国王の国葬計画
- テイ橋計画 ｰ エリザベス・ボーズ＝ライアン（エリザベス2世の母）の準国葬計画。この計画は、葬儀計画のなかったダイアナ (プリンセス・オブ・ウェールズ)の準国葬にも使われた。
- ホープ・ノット計画 ｰ ウィンストン・チャーチルの国葬計画

## アメリカ合衆国

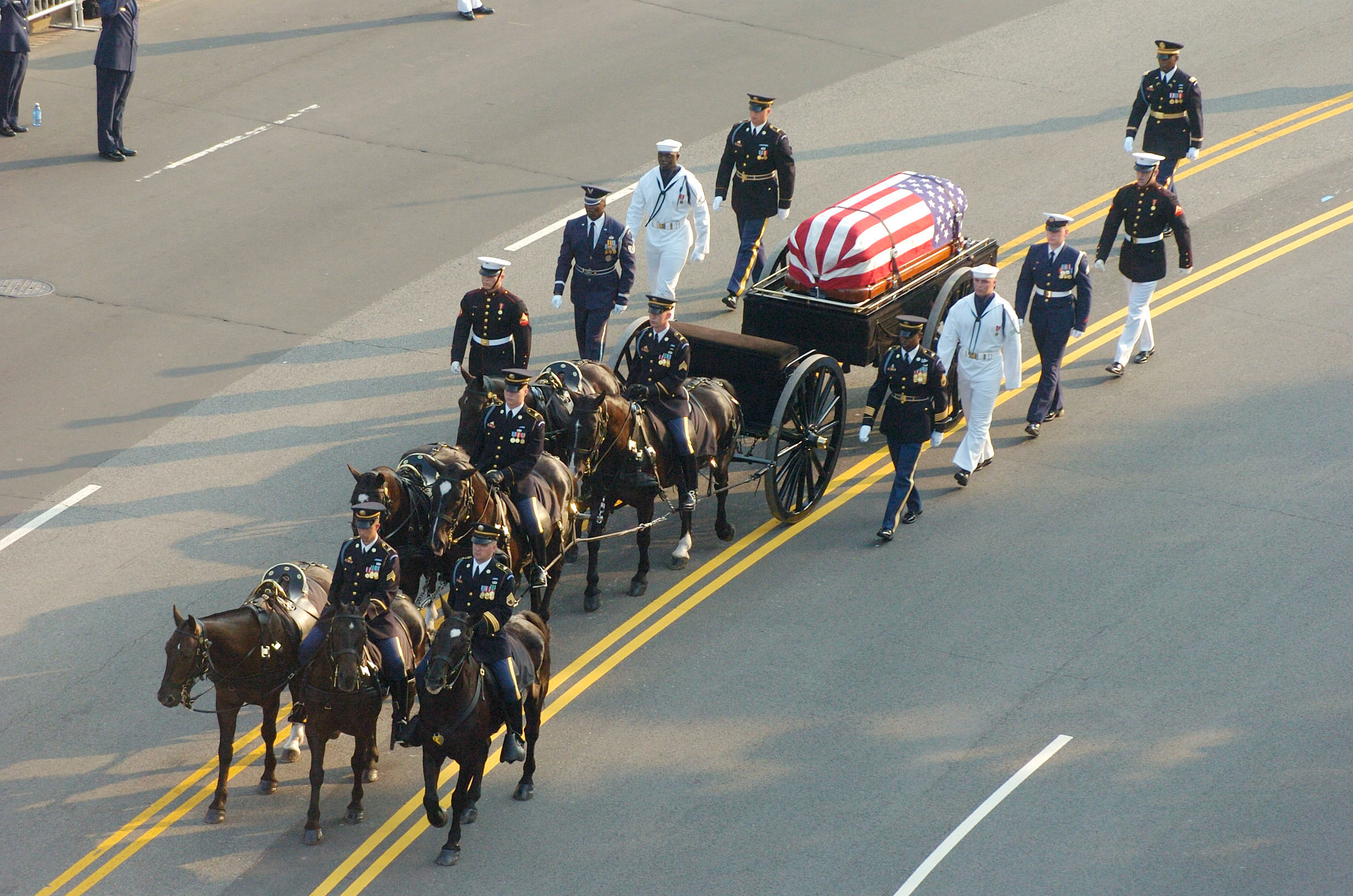
ロナルド・レーガン元アメリカ合衆国大統領の国葬（ロナルド・レーガンの死と国葬）の一場面。ワシントンD.C.内を運ばれる棺

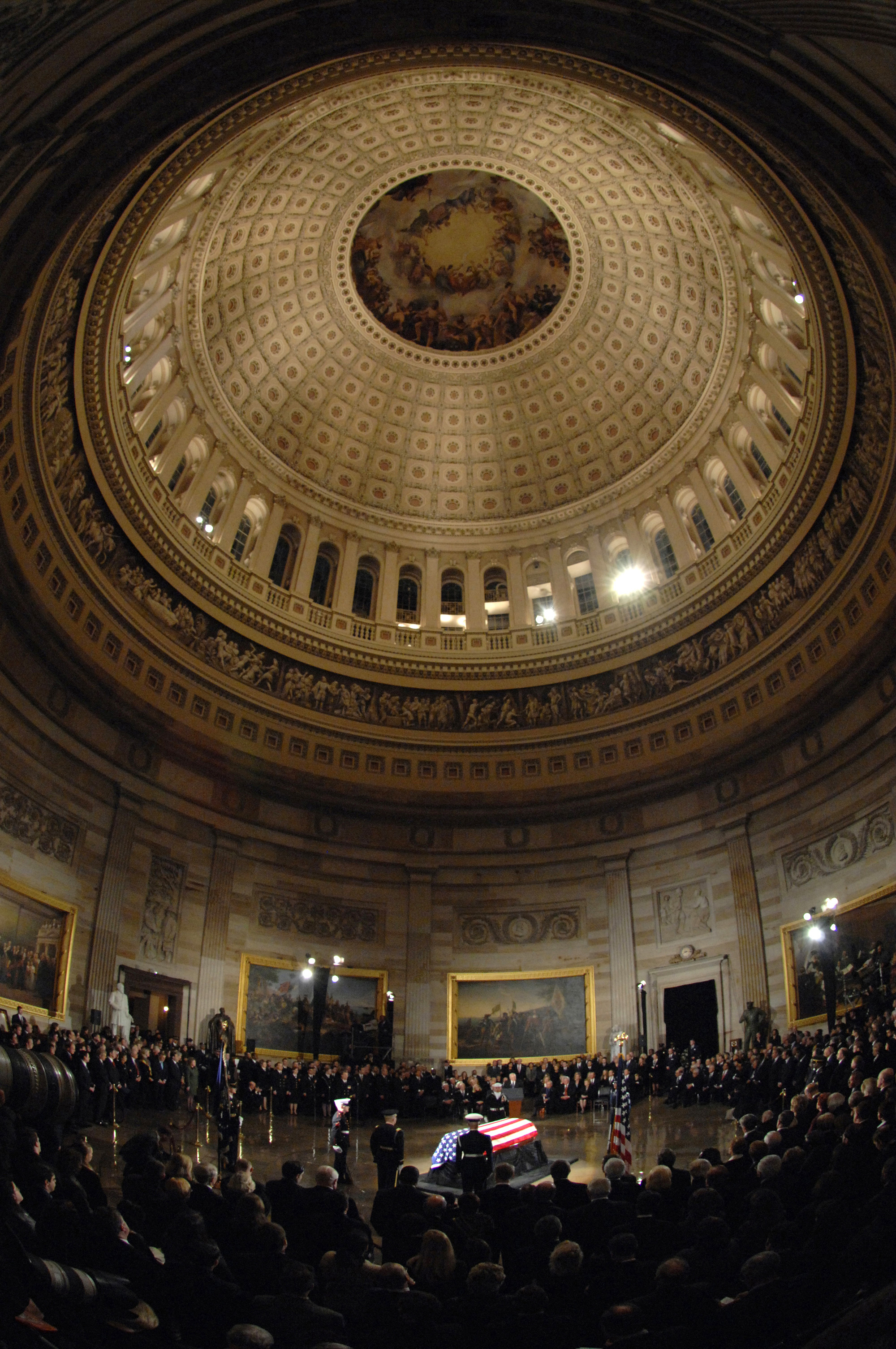
国葬のために合衆国議会議事堂内ロタンダに安置されたフォード元大統領の棺（2006年）

アメリカ合衆国においては大統領経験者は国葬の対象となる。基本的に大統領在任中の政策等の評価とは関係なく国葬となるが、任期途中で不祥事のため辞任したリチャード・ニクソンは個人的に国葬を辞退したこともあって実行されなかった。また、フランクリン・ルーズベルトの葬儀の際は、葬式はルーズベルト家の私葬であった。
なお、軍人ではジョン・パーシング、ダグラス・マッカーサーも国葬の対象となった。その他、1921年には第一次世界大戦で戦死した無名戦士のための国葬が行われている。
又、アメリカでは公人などが亡くなった際には故人の棺が議事堂などの公共建造物に一定期間安置され、一般市民と別れを告げる儀礼が行われることがあり、これも国葬に次ぐ公的な葬礼と見られている（en:Lying in state）。ニクソンの葬儀の際もリチャード・ニクソン大統領図書館において棺が安置されている。

## ソビエト連邦・ロシア連邦

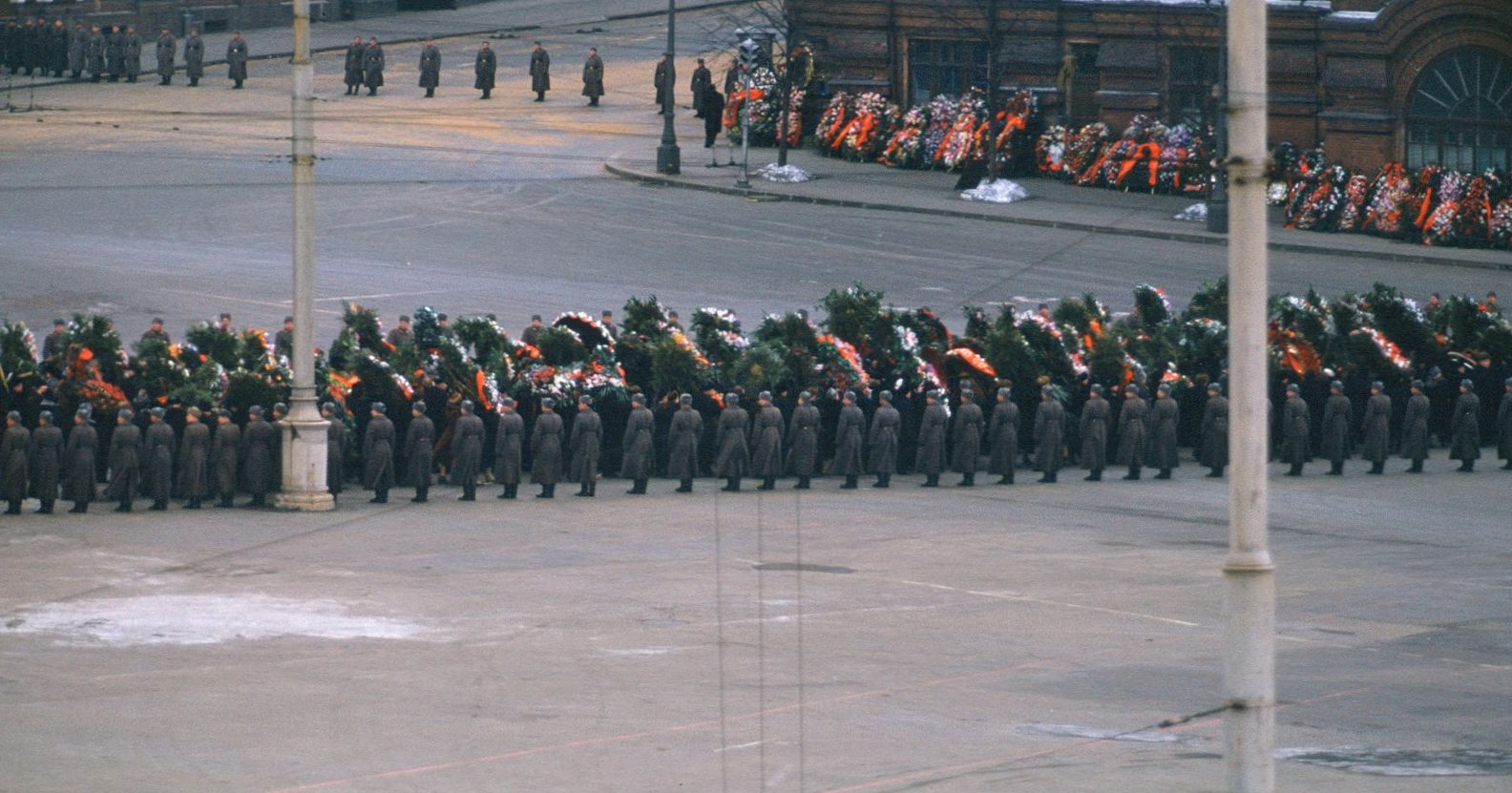
赤の広場へと続くヨシフ・スターリンの葬列（1953年）

ソビエト連邦では、ソ連共産党書記長や最高会議幹部会議長経験者をはじめ、党政治局員などの政治家や軍人などが国葬の対象となった。国葬は首都モスクワの赤の広場で行われ、党政治局員などの政権首脳や関係者らがレーニン廟上の講壇にて追悼演説を行った後、軍楽隊による国歌演奏の中、遺体もしくは遺灰が同広場にある革命元勲墓に葬られるのが慣例であった。また、遺灰が葬られた後、同広場にて軍の歩兵部隊による儀仗行進が行われた。
1953年のヨシフ・スターリンの国葬では、ニキータ・フルシチョフが葬儀委員長を務め、スターリンがレーニン廟に葬られる際にはソ連全土の他、中国やモンゴル、ハンガリーなどの東側諸国でも黙祷の時間が設けられた。また、同葬儀では空軍による儀仗飛行も行われた。
この他、宇宙飛行士のユーリ・ガガーリンや、ロケット研究者のコンスタンチン・ツィオルコフスキーなども国葬の栄誉を受けている。
赤の広場での国葬は、1985年3月のコンスタンティン・チェルネンコ書記長の葬儀まで続いた。同葬儀には、日本の中曽根康弘首相と安倍晋太郎外相も参列した。この場で初めて中曽根は新書記長に就任したミハイル・ゴルバチョフと会い、この際に両者の間で日ソ首脳会談も行われている。
2007年4月には、初代ロシア連邦大統領のボリス・エリツィンの国葬が救世主ハリストス大聖堂にて行われ、ウラジーミル・プーチン大統領は、この日を「国民服喪の日」とすることを宣言した。
2022年8月に死去したミハイル・ゴルバチョフの葬儀は、9月3日にモスクワの労働組合会館「円柱の間」で、ロシア大統領府儀典局によって「国葬」に近い形で執り行われ、ノヴォデヴィチ女子修道院内の墓地に埋葬された。

## フランス
フランスでは国葬を賜る対象は、第4共和制からは首相、第5共和制からは大統領。ならびにフランス国民教育省の「式典令」に従い、国家に特段の功労があったものを対象とする。
- サラ・ベルナール（1923年）
- ポール・ヴァレリー（1945年）
- フィリップ・ルクレール（1947年）
- アンリ・ジロー（1949年）
- アルベール・ルブラン（1950年）
- レオン・ブルム（1950年）
- シドニー＝ガブリエル・コレット（1954年）
- エドワール・エリオ（1957年）
- アベ・ピエール（2007年）
- エメ・セザール（2008年）
- ラザール・ポンティセリ（2008年）
- シャルル・アズナブール（2018年）
- サミュエル・パティ (2020年)

1969年死去のシャルル・ド・ゴール（第18代大統領）は生前に国葬を辞退したが、フランス政府の要望によりノートルダム大聖堂にて追悼式という形で国家葬が執り行われた。

## 中華人民共和国
中華人民共和国では国葬に関する法令はない。国家に特段の功績にあったものが死亡したときには、「中華人民共和国国旗法」に従い、半旗を掲げて「国家による弔意」を表す（半旗#中華人民共和国を参照）。
国家主席、国務院総理、全国人民代表大会常務委員長、国家中央軍事委員会主席経験者が主な対象である。

## 中華民国
中華民国では1919年に「国葬法」が制定され、国家に特段の功績のあったものを対象に国葬を行う。これまでに蔣介石元総統、蔣経国元総統や歌手のテレサ・テンの葬儀が国葬となった。

## 大韓民国
大韓民国では、従来「国葬・国民葬法」の中で、国家が葬儀の費用を全額負担する国葬と一部を負担する国民葬が規定されていた。しかし、「国葬・国民葬の区別は不要な社会的確執を誘発する素地がある」という指摘が出たことから、2011年5月に法律を改正し、国葬と国民葬を国家葬に統合した。
韓国でこれまで国葬の対象となったのは朴正煕、金大中（いずれも元、大統領）がおり、国民葬の対象となったのは崔圭夏、盧武鉉の大統領経験者及び陸英修（朴正煕夫人）、法改正後の国家葬の対象となったのは金泳三、盧泰愚の大統領経験者などがいる。

## インド
インドでは宗教指導者のサティヤ・サイ・ババと修道女のマザー・テレサ、同国首相のマンモハン・シンが国葬の対象となった。

## カンボジア
カンボジア元国王のノロドム・シハヌークが国葬の対象となった。

## ケニア
ケニアでは環境問題活動家であり、2002年に政治家となり、2011年に亡くなったワンガリ・マータイが国葬の対象となった。アフリカ女性初のノーベル平和賞受賞者（2004年）であった。

## ジャマイカ
ジャマイカではレゲエ歌手のボブ・マーリーが国葬の対象となった。

## シンガポール
シンガポールでは初代首相だったリー・クアンユーが国葬の対象となった。

## 朝鮮民主主義人民共和国
朝鮮民主主義人民共和国（北朝鮮）では、国葬を賜る対象は朝鮮労働党政治局委員以上または内閣（金日成存命時代は政務院）部長、朝鮮人民軍次帥以上の経験者が基本で、党中央委員、および委員候補クラスの実務者でも、最高指導者が必要と認めた場合は国葬で送られることもあり、必ずしも金日成、金正日ら白頭山血統の最高指導者だけが国葬を受けるわけではない。
直近では2022年5月に死去した玄哲海の葬儀が国葬として挙行された。
国葬を行う場合は、被葬者の死去の発表と同時に、朝鮮労働党中央委員および最高人民会議代議員のうち、政府役職経験者による国家葬儀委員会が編成され、そのメンバーは朝鮮中央通信を通じ、朝鮮中央放送、朝鮮中央テレビの「報道」、および国外向けの朝鮮の声放送で発表される。発表される葬儀委員会名簿は「最高指導者を委員長」とし、その時の北朝鮮指導部の序列を如実に示すといわれ、クレムリノロジー同様、日本のラヂオプレスなど「北朝鮮ウォッチャー」にとっては、絶対に欠かすことのできない資料となる。
なお、資格を満たしていても、粛清により死刑とされた者については国葬は行われず、過去には朝鮮労働党中央委員会や政務院、内閣による公式発表すらなされないまま「この世を去った」と、報道された幹部経験者もいる。

## ブラジル
ブラジルで最も影響の大きかった国葬はF1レーサーであったアイルトン・セナ。過去には政治家タンクレド・ネベス、ホセ・アレンカール。そしてブラジリア等をデザインした建築家オスカー・ニーマイヤーが国葬の対象となった。
なお、ペレについてはサントスFCで葬儀を行ったが、国葬にはなっていない。

## アルゼンチン
アルゼンチンではF1レーサーだったファン・マヌエル・ファンジオ、サッカー選手であったディエゴ・マラドーナが国葬の対象となった。

## ベトナム
原則としてベトナム共産党中央執行委員会書記長、国家主席 、首相、国会議長の経験者が対象となる。そのほか、特に国家への多大な貢献があった人物には特例として認められており、例としてヴォー・グエン・ザップ（2013年没）に対しておこなわれたものがある。

## ベネズエラ
ベネズエラでは大統領のウゴ・チャベスが国葬の対象となった。

## 南アフリカ共和国
南アフリカ共和国では元大統領ネルソン・マンデラが国葬の対象となった。

## ヨルダン
ヨルダン国王のフセイン1世が国葬の対象となった。